# ジョージ・エヴァンス (初代カーベリー男爵)
初代カーベリー男爵ジョージ・エヴァンス（英語: George Evans, 1st Baron Carbery PC (Ire)、1680年頃 – 1749年8月28日）は、イギリスの政治家、アイルランド貴族。

## 生涯
ジョージ・エヴァンス（George Evans、1720年5月没、アイルランド庶民院議員）とメアリー・エア（Mary Eyre、ジョン・エアの娘）の息子として、1680年頃に生まれた。
1707年から1714年までリムリック・カウンティ選挙区の代表としてアイルランド庶民院議員を務め、1714年11月12日から1727年までと1740年5月19日から1749年5月9日までリムリック城総督（Governor of Limerick Castle）を務めた。
1715年5月9日、アイルランド貴族であるコーク県におけるカーベリーのカーベリー男爵に叙された。カーベリー男爵の爵位には特別残余権（special remainder）として初代男爵の父の男系子孫にも継承権が付されていた。また、叙爵時点では初代男爵の父が存命であったが、彼は叙爵を辞退したという。その後、初代カーベリー男爵は1715年11月14日にアイルランド貴族院議員に就任、18日にアイルランド枢密院の枢密顧問官に任命された。
1703年の結婚でノーサンプトンシャーのラクストンの領地を取得すると、1715年イギリス総選挙でホイッグ党の一員としてウェストベリー選挙区から出馬した。選挙戦はカーベリー男爵を含むホイッグ党員2名とトーリー党員2名が争う様相であり、3月28日にトーリー党員2名の当選が宣告されたが、選挙申し立ての結果カーベリー男爵とチャールズ・アランソン（Charles Allanson、ホイッグ党員）の当選が6月1日に宣告された。その後、1716年の七年議会法案に賛成票を投じ、1719年の貴族法案（Peerage Bill）にも賛成票を投じたが、便宜的国教徒禁止法の廃止法案の採決には欠席した。
1722年イギリス総選挙では再びホイッグ党員2名とトーリー党員2名が争う様相で、またしてもトーリー党員2名の当選が宣告され、選挙申し立てが提出されたが、今度は却下された。しかし、当選したトーリー党員の1名であるジェームズ・バーティーがミドルセックス選挙区でも当選し、両選挙区の間でミドルセックスを選択したため、1724年3月に補欠選挙が行われ、カーベリー男爵が当選を果たした。その後、1727年イギリス総選挙には立候補しなかった。
1749年8月28日にリムリック県で死去、息子ジョージが爵位を継承した。

## 家族
1703年5月4日、アン・スタッフォード（Anne Stafford、1757年12月30日没、ウィリアム・スタッフォードの娘）と結婚、4男1女をもうけた。
- スタッフォード（1704年 – ?） - 早世
- ジョージ（1759年没） - 第2代カーベリー男爵。子供あり
- ウィリアム（1756年以前没）
- ジョン（1758年没） - 1741年6月、グレース・フリーク（Grace Freke、初代準男爵サー・ラルフ・フリークの娘）と結婚、子供あり。息子に初代準男爵サー・ジョージ・エヴァンス＝フリークがおり、第6代以降のカーベリー男爵の先祖にあたる[6]
- アン - 1734年、シャルル・デュ・テルム（Charles du Terme）と結婚